# ولس مونیکیپلیتی
ولس مونیکیپلیتی (به لاتین: Veles Municipality) یک سکونتگاه مسکونی در جمهوری مقدونیه است که در جمهوری مقدونیه واقع شده‌است.

## خصوصیات
ولس مونیکیپلیتی ۴۲۷٫۴۵ کیلومترمربع مساحت و ۵۵٬۱۰۸ نفر جمعیت دارد.

## خواهرخوانده
شهر سلوبوزیا خواهرخواندهٔ ولس مونیکیپلیتی هست.